# لاين نابير
لاين نابير (بالإنجليزية: Iain Napier)‏ هو محاسب بريطاني، ولد في 10 أبريل 1949.